# Поселення (Польща)
Поселення (пол. Osiedle, ошєдле) — термін, що використовується в Польщі для позначення визначеної частини або околиці міста або його дільниці, або міста, з власною радою та виконавчою владою. Як дільниці та солтиство, поселення є допоміжною одиницею (jednostka pomocnicza - єдностка помоцніча) ґміни. Ці адміністративні одиниці створюються за рішенням ради ґміни та не мають права юридичної особи. У випадку місько-сільської ґміни також можна визначити ціле місто допоміжною одиницею.
Не всі польські міста чи містечка мають поселення в зазначеному вище значенні. Однак слово поселення також часто використовується для позначення будь-якого житлового масиву або забудови. (У цьому сенсі воно іноді з’являється в адресах, де абревіатура "Os." зазвичай використовується).